# Armindo Magalhães
Armindo Magalhães (Fornelos, Fafe, em 1966) é um escritor português, residente no Porto. 

## Biografia
Professor universitário. Juntamente com José Saramago (Prémio Nobel de Literatura, 1998), Luiz Francisco Rebello, Manuel da Fonseca e Urbano Tavares Rodrigues foi, em 1992, um dos fundadores da Frente Nacional para a Defesa da Cultura (FNDC). Natália Correia definiu-o como "o escritor da possessão do sentimento". Foi eleito Presidente da Associação de Jovens Escritores de Portugal (AJEP) de 1990 a 1994. 
Costuma definir-se como um escritor de emoções. E escrever é a sua segunda respiração. 
A convite de universidades americanas, europeias, asiáticas e australianas tem difundido a língua e cultura portuguesas. A viagem que mais o marcou (e fascinou) foi, em 1992, quando visitou a Austrália e durante a qual foi recebido, para além dos responsáveis governamentais australianos, pelas comunidades portuguesa e timorense.
Propôs, em 1992, junto de Mário Soares e Cavaco Silva, respectivamente Presidente da República e Primeiro-Ministro de Portugal, a criação do Departamento de Língua e Cultura Portuguesas na Northern Territory University,em Darwin (Austrália).
Os seus livros ou excertos estão traduzidos em inglês, alemão, espanhol, francês e grego. Está referenciado nos mais importantes sitios e publicações sobre a língua e a literatura portuguesas (e.g., Revista Colóquio Letras, da Fundação Calouste Gulbenkian). 
Foi colaborador de diversos jornais e revistas, entre os quais, Jornal de Letras, Artes e Ideias, Convergência Lusíada (Real Gabinete Português de Leitura), North Perspective (North Territory University, Darwin, Austrália). Letras & Letras e O Escritor. 

## Associações
É membro de diversas instituições e associações nacionais e internacionais, entre as quais, a Associação Portuguesa de Escritores (APE), a Sociedade Portuguesa de Autores (SPA) e a Associação Internacional de Lusitanistas (AIL).  

## Conferências, congressos e encontros
- 1991 - Participou no último Congresso de Escritores Portugueses (Lisboa), apresentando a comunicação "O escritor e a sociedade portuguesa".[3]
- 1992 - Participou no Encontro Internacional de Poetas, a convite do Grupo de Estudos Anglo-Americanos da Faculdade de Letras da Universidade de Coimbra.
- 1993 - Juntamente com José Saramago e Jorge Amado foram os únicos representantes da língua portuguesa no I Encontro Eurolatinoamericano de Escritores, que decorreu em Mollina, em Málaga (Espanha).

- 1993 - O Escritor e a Escrita: Funções e Finalidades. Conferência no "Foro Joven - Literatura e Compromiso". Ministério da Cultura de Espanha, Málaga, Espanha.

- 1993 - O Papel dos Escritores e da Literatura no Contexto Social do Portugal de Hoje. Conferência no temário "Literature and Social Influence". Crete University. Creta, Grécia.
- 1995 - Participou no Parlamento Internacional de Escritores, presidido por Salman Rushdie, que decorreu na Fundação Calouste Gulbenkian, em Lisboa. Foi a primeira reunião daquela entidade fundada a partir do Carrefour des Littératures Européennes, em Estrasburgo.

- 1996 - A Literatura e a Leitura em Portugal: Políticas e Estratégias de Promoção. Conferência no Projecto "Pró-Ler: Programa Nacional de Incentivo à Leitura", desenvolvido pelo Ministério da Cultura do Brasil. Casa da Leitura da Fundação Biblioteca Nacional, Rio de Janeiro, Brasil.

- 2000 - Portuguese and Timorese: Cultural Encouters. Conferência no temário "Transgressing cultural and ethnics borders, boundaries, limits and traditions". XVI Congresso da Associação Internacional de Literatura Comparada. University of South Africa, Pretória, África do Sul.

- 2000 - Língua e Cultura Portuguesas - Novos Valores, Novas perspectivas. Conferência na Gerhard-Mercator Universitat GH Duisburg, Duisburg, Alemanha.

- 2002 - A Cultura Portuguesa: O Estatuto da Identidade Psicossocial. Conferência no 7º Congresso de Lusitanistas. Brown´s University, Providence, Estados Unidos da América.

“Jamais farei de ti uma memória. Porque a memória é a moldura para os que se perdem. Eu jamais te terei na minha memória porque tu não fazes parte desse baú das perdas(...)”

— Armindo Magalhães, Para Nunca Mais, 1999

## Obras

### Ficção
- 1990 - Os Trilhos
- 1992 - Dois Pássaros Sobre um Homem
- 1994 - O Homem que Queria Outro Destino
- 1999 - Para Nunca Mais
- 2001 - Amanhece Outra Vez
- 2004 - Sem Alma

### Poesia
- 1987 - Ausência Presente
- 1989 - Regresso Apressado
- 1989 - Perfeição dos Simples
- 2000 - Enquanto És

### Crónicas
- 1991 - Sexta-feira Noutra Cidade

### Ensaio
- 1993 - Baptista-Bastos ou o Resistente da Solidão Brava. Jornal Letras & Letras, 98, com a colaboração de Dinis Machado, Urbano Tavares Rodrigues, Óscar Lopes e Mário Cláudio
- 1998 - O Luso-Brasileirismo ou a Diversidade da Língua Portuguesa - Algumas Políticas e Estratégias de Aproximação. Convergência Lusíada, 15, 184-195.

### Antologias
- 1995 - Timor - Northern Perspective, 12. Darwin, Austrália.
- 1998 - 100 Anos - Federico García Lorca | Homenagem dos Poetas Portugueses